# Deilocerus
Deilocerus is een geslacht van kreeftachtigen uit de klasse van de Malacostraca (hogere kreeftachtigen).

## Soorten
- Deilocerus analogus (Coelho, 1973)
- Deilocerus captabilis Tavares, 1999
- Deilocerus coelhoi O. Campos & Melo, 1998
- Deilocerus decorus (Rathbun, 1933)
- Deilocerus hendrickxi Tavares, 1993
- Deilocerus laminatus (Rathbun, 1935)
- Deilocerus perpusillus (Rathbun, 1901)
- Deilocerus planus (Rathbun, 1900)